# Heinz Kippnick

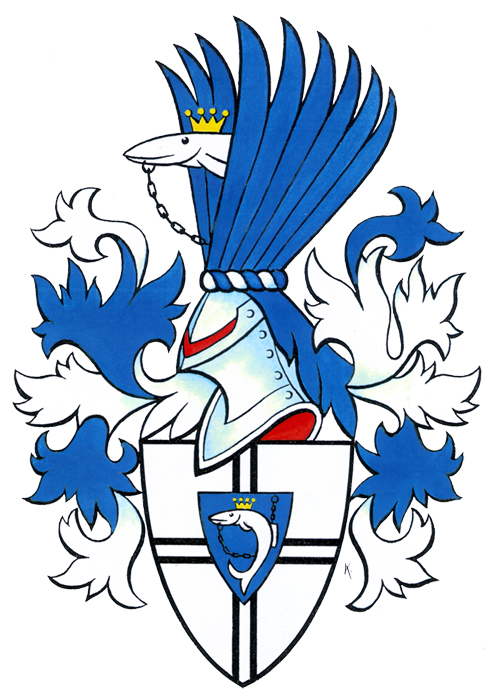
Wappen der Familie Kippnick

Heinz Kippnick (* 7. Mai 1928 in Nikolaiken; † 23. Dezember 2019 in Schwerin) war ein deutscher Grafiker und Heraldiker.

## Leben und Werk
Kippnick machte von 1947 bis 1949 eine Lehre als Plakatmaler und arbeitete anschließend zwei Jahre als Plakatmaler bei der DEWAG-Werbung Schwerin. Von 1951 bis 1956 war er Gebrauchsgrafiker bei der HO Schwerin, bevor er 1956 für weitere fünf Jahre wieder bei der DEWAG in Schwerin tätig war. Seit 1961 arbeitete er freischaffend in Schwerin. Er entwarf u. a. Plakate, Signets, Kommunal- und Familienwappen, Ortsflaggen und Exlibris und gestaltete Publikationen, insbesondere des Schweriner Museums.
Er gehörte zu den bedeutendsten Gebrauchsgrafikern der DDR und konnte wiederholt im Ausland ausstellen. Etwa ein Drittel aller nach der deutschen Wiedervereinigung eingeführten Kommunalwappen in Mecklenburg-Vorpommern wurde von ihm entworfen oder nach historischen Vorlagen überarbeitet.
Kippnick war bis 1990 Mitglied des Verbands Bildender Künstler der DDR.
Sein Werknachlass befindet sich im Landeshauptarchiv Schwerin, Plakate u. a. im Staatlichen Museum Schwerin.

## Ehrungen (Auswahl)
- Fritz-Reuter-Kunstpreis des Rates des Bezirkes Schwerin
- 1978: Verdienstmedaille der DDR
- 1981: Banner der Arbeit Stufe III
- 1985: Hans-Grundig-Medaille

## Werke (Auswahl)

### Plakate
- Landwirtschafts- und Gartenbauausstellung Schwerin (1957)[1]

### Signets
- Folklore-Gesangs- und Tanzensemble Schwerin (1984)[2]

## Ausstellungen (unvollständig)

### Einzelausstellungen
- 1988: Schwerin, Staatliches Museum (Plakate)

### Ausstellungsbeteiligungen
- 1958 bis 1988: Dresden, Vierte Deutsche Kunstausstellung bis X. Kunstausstellung der DDR
- ab 1966: Die besten Plakate des Jahres
- 1969: Leipzig, Messehaus am Markt („Kunst und Sport“)
- 1972 bis 1985: Schwerin, vier Bezirkskunstausstellungen
- 1974, 1978 und 1982: Brno, Internationale Biennale für Grafikdesign
- 1985: Berlin, Alte Nationalgalerie („Auf gemeinsamen Wegen“)
- 1985: Berlin, Berliner Stadtbibliothek („Marken & Zeichen aus der DDR“)
- 1985: Erfurt, Gelände der Internationalen Gartenbauausstellung („Künstler im Bündnis“)
- 1989: Berlin, Haus der DSF („Kunst aus dem Bezirk Schwerin. Erlebnis Sowjetunion.“)